# Thomas White (pirate)
Pour les articles homonymes, voir White et Thomas White.
Thomas White est un pirate anglais né à Plymouth, actif dans les Caraïbes et l'océan Indien au début du XVIIIe siècle. Il meurt à Madagascar en mars 1708.